# Ozola pantomima
Ozola pantomima är en fjärilsart som beskrevs av Louis Beethoven Prout 1932. Ozola pantomima ingår i släktet Ozola och familjen mätare. Inga underarter finns listade i Catalogue of Life.